# Georges Ricard-Cordingley
Georges Ricard-Cordingley, né le 30 janvier 1873 à Lyon et mort le 25 avril 1939 à Cannes, est un peintre français.

## Biographie
Georges Ricard naît le 30 janvier 1873 à Lyon, fils de Prosper Louis Ricard et de Georgina Marie Cordingley. Il passe une partie de son enfance à Lyon et à Boulogne-sur-Mer. On lui décèle des dons précoces pour le dessin. Il perd son père en 1885.
Il commence sa formation, vers 1887, en devenant élève de Jean-Charles Cazin, un paysagiste du Pas-de-Calais et de la Côte d'Opale. Il intègre ensuite l'École des beaux-arts de Lyon et y reste de 1888 à 1889. Il rejoint Paris, en 1890, où il étudie à l'Académie Julian comme élève de Benjamin Constant, Louis Martinet et Jules Lefebvre.
Il perd sa mère vers 1892, part en Angleterre dans sa famille maternelle et ajoute le nom de sa mère à son nom. Il embarque pour la mer du Nord avec la Royal National Mission to Deep Sea Fishermen (en) et réalise ses premières études. En 1894, il rencontre un grand succès à la cour de la reine Victoria. Il embarque une deuxième fois, en 1895, toujours pour la mer du Nord et réalise de nombreuses études de vagues de nuages, de port et de portraits de pêcheurs qu'il expose à Paris et à Londres. Il embarque une troisième fois, vers 1896, en mer du Nord et dans l'océan Atlantique  avec la Société des œuvres de mer et fait naufrage à Terre-Neuve.
En 1901, il installe son atelier à Boulogne-sur-Mer. Il partage son temps entre Londres, Paris et Boulogne-sur Mer et peint des portraits et des marines. Il réalise la décoration du casino de Wimereux.
Il part à nouveau voyager en Australie, où il expose de 1909 à 1910.
En 1911, il épouse Suzanne Giraud-Teulon, la fille de l'historien Alexis Giraud-Teulon, et ont trois enfants, Éliane, Louis et Gabrielle.
Pendant la Première Guerre mondiale, il est affecté à Lyon comme brancardier et continue à dessiner.
Après la guerre, il s’installe à Cannes, villa des Enfants, et, dans le même temps, achète la villa René, boulevard Sainte-Beuve, qui longe la plage à Boulogne-sur-Mer.
De 1924 à 1928, il s’installe à Neuilly-sur-Seine et partage sa vie entre la région parisienne où il demeure, Cannes et Boulogne-sur-Mer. Il effectue de nombreux voyages en Normandie, Bretagne, mer Méditerranée et Afrique du Nord. Il expose à Paris, Cannes (Cercle Nautique), Boulogne-sur-Mer et ses environs. Il repart en voyage dans les régions des lacs (Suisse, Italie et France), puis, de 1928 à 1930, en Hollande, séjourne dans le Pays basque, repart en navigation en Mer du Nord. Il retourne, de 1931 à 1934, en Afrique du Nord, particulièrement au Maroc, où il exposera en 1934. Il passe l'hiver à Cannes et l’été à Boulogne-sur-Mer. Il effectue un voyage en Espagne et au Portugal. En 1936, il s'installe à Mougins puis au Cannet avec toujours cette volonté d'être proche de la mer.
Il meurt le 25 avril 1939 à Cannes à la suite d'une congestion cérébrale.

Œuvres de Georges Ricard-Cordingley
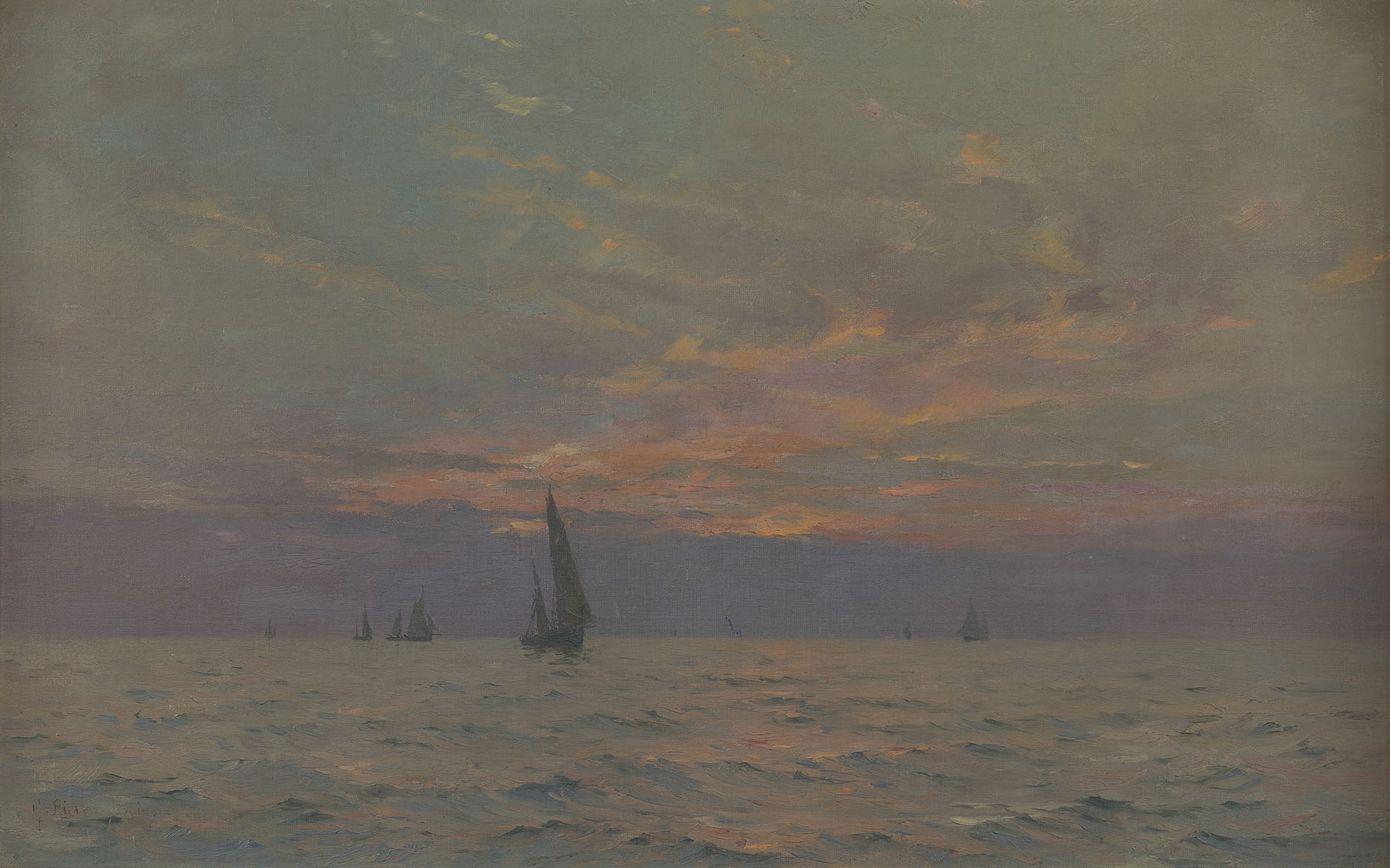
Deep Sea Fishing (evening) (1894), Royal Collection.
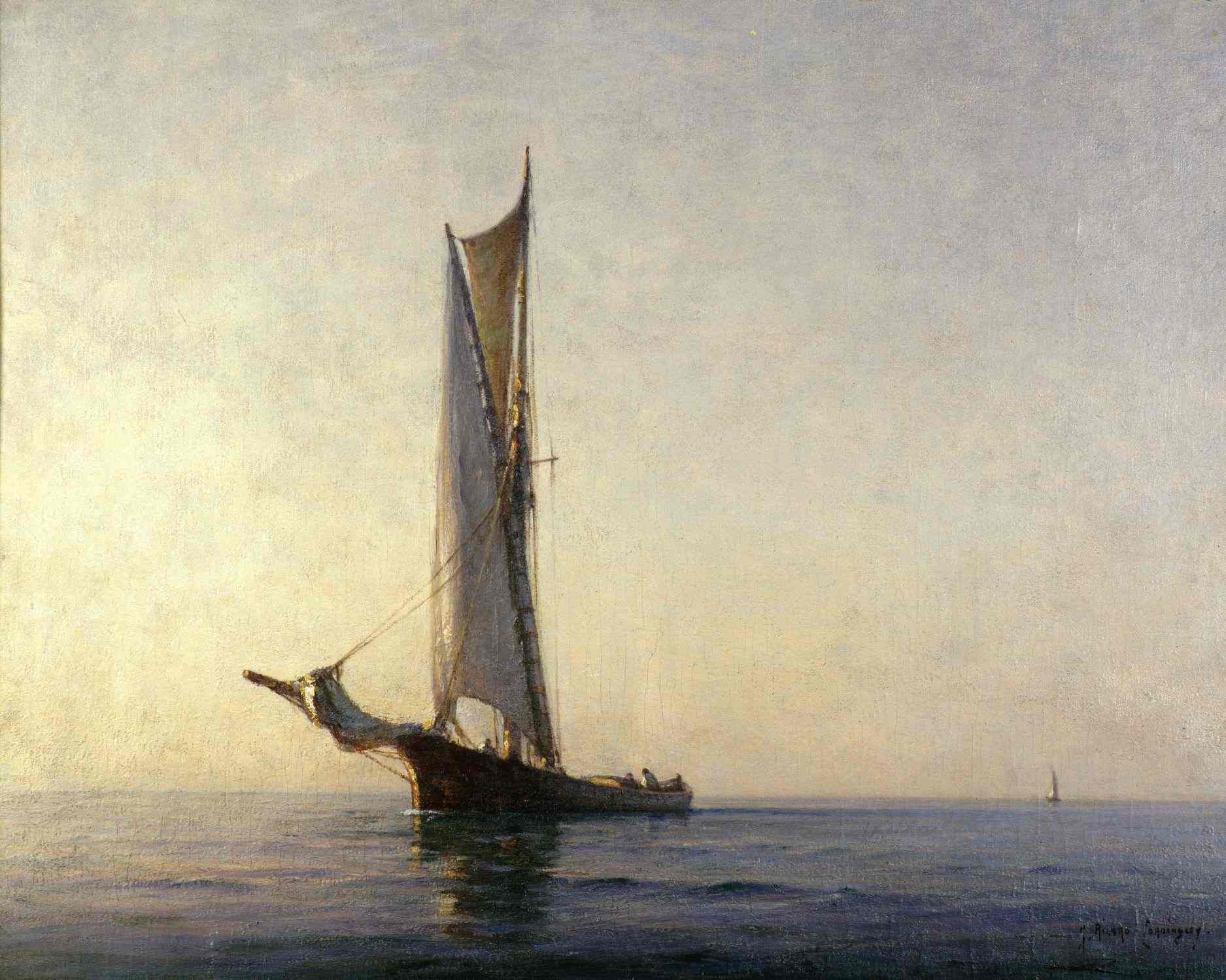
Tartane Méditerranée (1920), Paris, musée national de la Marine.
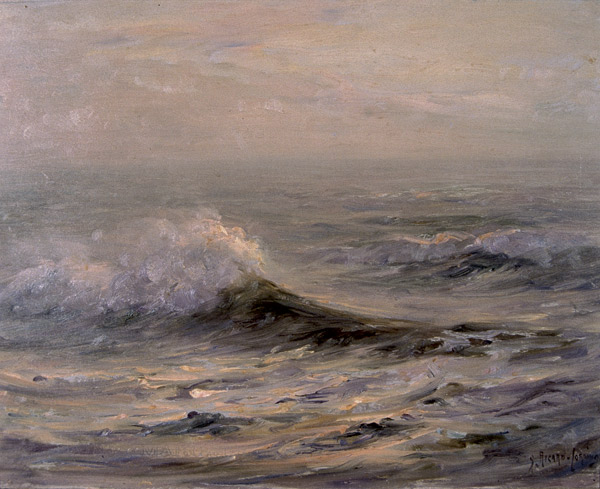
Vague bondissante (vers 1930), Paris, musée national de la Marine

## Analyse
Pierre Miquel (1921-2002), historien d'art et expert, écrit à propos de l'artiste :

« Ricard-Cordingley a été désigné comme peintre des gris colorés, tons que l’on retrouve dans le style nuancé des deux écoles et dans l’atmosphère des deux villes, Lyon et Londres, où son renom débuta. Les deux autres pôles où il séjourna sont Boulogne-sur-Mer et Cannes. Des brumes matinales de la mer du Nord aux brumes crépusculaires de la Côte d’Azur il existait un lien et son œuvre se complaira dans l’incertain et l’indéterminé que traduit si bien ce « bilinguisme»  artistique aux émotions douces et tendres. Si le « can’t » est la règle, la mesure est la seule loi de son harmonie. Il n’est jusqu’à sa passion pour l’aquarelle qui n’aille des tons purs de Constable aux pâleurs opalines d’un Ravier. Son dessin est subtil encore : crayon gras au Maroc et haute montagne, il épouse le fusain dès qu’il est question de la mer. Le fusain avec sa lumière d’ombre est l’indispensable technique au rendu des soirs, la voie du mystère. »

## Collections publiques
États-Unis
- Philadelphie, Philadelphia Museum of Art.

France
- Berck, musée de France d'Opale Sud.
- Boulogne-sur-Mer, château de Boulogne-sur-Mer.
- Cannes, musée de la Castre[4] :
  - "Le port de Cannes", 1939, huile sur toile 0.38 X 0.46cm, S.B.D. Inv. 242 P. Don de la fille du peintre en 1982.
  - "Retour du pêcheur sur la plage face à l'île Sainte-Marguerite", aquarelle et fusain 0.218 x 0.273cm. Inv. 63 D. Don de la fille du peintre en 1982.
  - "La goélette", aquarelle 0.137 x 0.136 cm, monogrammée B.D. Inv. 64 D. Don de la fille du peintre en 1982.
  - "Crépuscule nuageux sur la baie de Cannes", fusain 0.251 x 0.325cm. Inv. 65 D. Don de la fille du peintre en 1982.
- Condette, château d'Hardelot.
- Étaples, musée de la Marine.
- Le Touquet-Paris-Plage, musée du Touquet-Paris-Plage - Édouard Champion.
- Menton, musée des Beaux-Arts.
- Paris :
  - musée national d'Art moderne ;
  - musée national de la Marine.
- Toulon, musée d'Art.

Maroc
- Casablanca, musée[Lequel ?].

Royaume-Uni
- Londres, Royal Collection.

Russie
- Moscou, musée des Beaux-Arts Pouchkine.
- Saint-Pétersbourg, musée de l'Ermitage.

## Expositions
- Toulon, musée national de la Marine, du 1er juin 2006 au 30 avril 2007.
- Brest, musée national de la Marine, du 25 mai 2007 au 31 décembre 2007.